# Shaun Wright-Phillips
Pour les articles homonymes, voir Phillips et Wright.
 (septembre 2012).
Si vous disposez d'ouvrages ou d'articles de référence ou si vous connaissez des sites web de qualité traitant du thème abordé ici, merci de compléter l'article en donnant les références utiles à sa vérifiabilité et en les liant à la section « Notes et références ».
Shaun Wright-Phillips, né le 25 octobre 1981 à Greenwich (Londres), est un footballeur international anglais qui évolue au poste de milieu de terrain.

## Biographie
Fils adoptif de l'ancien joueur professionnel Ian Wright, Shaun a également un demi-frère, Bradley Wright-Phillips, fils naturel de Ian Wright, évoluant au poste d'attaquant avec le Los Angeles FC en Major League Soccer. Shaun est père de deux enfants.

### Débuts à Nottingham Forest
Il a grandi dans le quartier de Brockley, dans le sud de Londres. Après avoir évolué dans l'équipe du Ten-em-Bee Sports Club en catégorie moins de 14 ans il rejoint l'académie de Nottingham Forest, mais est libéré deux ans plus tard sans obtenir de contrat en raison de sa petite taille. Il s'engage malgré tout avec Manchester City en juillet 1998 dans l'espoir de décrocher ensuite un contrat pro.

### Six saisons à Manchester City
L'équipe de City entrainée par l'ancien international Joe Royle évolue alors en division 2. Durant sa première saison Shaun Wright-Phillips joue avec la réserve avant de disputer quatre matchs dans l'équipe première en 1999-2000. Le 24 août 1999 il débute dans l'équipe A en affrontant Burnley lors du premier tour de la Coupe de la Ligue.
Promu en Premier League pour la saison 2000-2001 City se classe 18e et redescend aussitôt, Shaun Wright-Phillips a malgré tout l'occasion de disputer quinze matchs de D1. Le 19 août 2000 il est titularisé pour la première fois face à Charlton. Le 18 novembre il dispute le derby opposant City à Manchester United à Maine Road.
Le 24 mai 2001 Kevin Keegan succède à Joe Royle à la tête de l'équipe, Wright-Phillips dispute les 35 matchs de la saison 2001-2002 en deuxième division et inscrit huit buts. Le premier est marqué face à Millwall le 4 décembre 2001. Champion de division 2, Manchester City remonte à nouveau en Premier League.
City termine la saison 2002-2003 à la 9e place. Wright-Phillips dispute 31 matchs, dont 23 en tant que titulaire, et inscrit son premier but en Premiership le 29 janvier 2003 face à Fulham. Il côtoie alors des joueurs expérimentés comme Robbie Fowler, qui a rejoint City en janvier 2003, ou Nicolas Anelka.
Le 14 août 2003 Wright-Phillips marque son premier but au niveau européen lors du tour qualificatif de la Coupe UEFA face au club gallois de Total Network Solutions FC. À l'issue de la saison 2003-2004 il est le deuxième meilleur buteur du club derrière Nicolas Anelka avec 11 buts, dont 7 inscrits en championnat.
En août 2004 Wright-Phillips signe un nouveau contrat de 4 ans avec Manchester City, le manager Kevin Keegan tient à le conserver dans son effectif après que ses prestations ont attiré l'attention de Liverpool et de Jacques Santini, nouveau manager de Tottenham. Blessé au genou face à Norwich City le 28 février 2005 il reste éloigné des terrains durant plusieurs semaines. Le 7 mai 2005, peu après avoir effectué son retour, il retrouve le chemin des filets face à Aston Villa. Avec 11 buts, dont 10 en championnat, il termine la saison 2004-2005 meilleur buteur de son club à égalité avec Robbie Fowler.

### Chelsea FC
Le 18 juillet 2005, Wright-Phillips signe un contrat de cinq ans avec le Chelsea FC, qui le recrute pour un montant proche de 26 millions d'euros. Arsène Wenger, manager d'Arsenal Football Club, essayait également de s'attacher ses services. 
Dans le riche effectif de Chelsea, Shaun Wright-Phillips doit faire face à la concurrence d'autres internationaux, comme notamment l'anglais Joe Cole. Ayant du mal à s'imposer comme titulaire, il joue le plus souvent le rôle de remplaçant.
Au mercato d'été 2008, en recherche de plus de temps de jeu, il retourne à Manchester City, contre une indemnité de transfert proche de 11 millions d'euros. Bien loin des 30 millions payés par Chelsea en 2005

### Queens Park Rangers
Le 31 août 2011, il est transféré aux Queens Park Rangers. Le 27 mai 2015, Wright-Phillips fait partie des joueurs en fin de contrat et libérés par QPR.

### Équipe nationale
Shaun Wright-Phillips fait ses débuts dans l'équipe nationale des moins de 21 ans le 26 mars 2002 à Bradford dans le match opposant l'Angleterre et l'Italie. Il ne peut disputer la phase finale du Championnat d'Europe des moins de 21 ans disputée en Suisse à cause d'une blessure. Le 6 septembre 2002 il entre en jeu et égalise dans un match amical disputé au Reebok Stadium de Bolton entre l'Angleterre et la Yougoslavie et qui se termine sur le score de 1 à 1.
Sven-Göran Eriksson a déjà repéré les qualités de Wright-Phillips mais ne le retient pas dans la sélection anglaise pour l'Euro 2004. Une blessure l'empêche d'effectuer ses débuts internationaux contre la Suède, mais le 18 août 2004 il est appelé en équipe nationale contre l'Ukraine ; entré en cours de match, il inscrit son premier but en sélection A. Il est pour la première fois titularisé par le sélectionneur Eriksson dans le match opposant l'Angleterre et les Pays-Bas le 9 février 2005. Il est régulièrement convoqué par Eriksson, durant l'année 2005, mais il n'est pas retenu pour la Coupe du monde 2006. C'est le jeune Aaron Lennon, qui lui est préféré comme doublure de David Beckham. Le nouveau sélectionneur Steve McClaren le rappelle et il marque des buts décisifs contre Israël et l'Estonie, lors des qualifications pour l'Euro 2008, même si l'Angleterre manque de se qualifier. Wright-Phillips est souvent appelé par Fabio Capello qui le retient pour disputer la Coupe du monde 2010.

## Palmarès

### En club
Manchester City Football Club
- Vainqueur du Championnat d'Angleterre D2 en 2002
- Vainqueur de la Coupe d'Angleterre en 2011

Chelsea Football Club
- Vainqueur du Championnat d'Angleterre en 2006

- Vainqueur de la Coupe de la Ligue anglaise en 2007

- Vainqueur de la Coupe d'Angleterre en 2007

Queens Park Rangers Football Club
- Victoire aux barrages de Championnat d'Angleterre D2 pour la montée en Premier League en 2014

### Distinctions personnelles
- nommé par le syndicat des joueurs professionnels anglais (PFA) pour le prix du meilleur jeune 2003-2004 en compagnie de John Terry, Glen Johnson, Abib Kolo-Touré, Wayne Rooney et Scott Parker, auquel le prix est finalement décerné ;
- nommé par le syndicat des joueurs professionnels anglais (PFA) pour le prix du meilleur jeune 2004-2005 en compagnie de Jermain Defoe, Stewart Downing, Arjen Robben, Cristiano Ronaldo et Wayne Rooney, auquel le prix est finalement décerné ;
- nommé dans l'équipe de la saison 2004-2005 par le syndicat des joueurs professionnels anglais (PFA).